# Кле-Валь-д'Анжу
Кле-Валь-д'Анжу (фр. Clefs-Val d'Anjou) — колишній муніципалітет у Франції, у регіоні Пеї-де-ла-Луар, департамент Мен і Луара. Населення — 1213 осіб (2014). Кле-Валь-д'Анжу утворено 2013 року шляхом злиття муніципалітетів Кле i Воландрі.
Муніципалітет був розташований на відстані близько 230 км на південний захід від Парижа, 125 км на схід від Нанта, 45 км на північний схід від Анже.

## Історія
1 січня 2016 року Кле-Валь-д'Анжу, Босе, Шартрене, Шевіре-ле-Руж, Кюон, Ешміре, Фужере, Ле-Геденйо i Сен-Кантен-ле-Борепер було приєднано до муніципалітету Боже-ан-Анжу.